# Criollo vénézuélien
Llanero
Vous lisez un « bon article » labellisé en 2018.
Pour les articles homonymes, voir Llanero et Criollo (homonymie).
Le Criollo vénézuélien (espagnol : criollo venezolano), ou Llanero / Llañero, est une race de chevaux de travail originaire de la région des Llanos au Venezuela. Il descend du cheval colonial espagnol, progressivement introduit à partir du XVIe siècle, et est très proche des autres races Criollo et du Paso Fino. De taille réduite, sobre et réactif, le Criollo vénézuélien sert surtout de monture pour le travail du bétail dans sa région d'origine. Il est encore couramment utilisé pour le transport des biens et des personnes. 
La race dispose d'une excellente diversité génétique, et n'est de ce fait pas menacée d'extinction. Sa principale menace réside dans la présence de parasites, notamment Anaplasma phagocytophilum, qui provoque l'anaplasmose. Sa sélection étant en cours d'organisation, il n'existe encore aucun stud book, et ses effectifs sont inconnus.

## Histoire

### Dénomination
Le nom espagnol llanero se traduit par « cheval des plaines »,. La base de données DAD-IS et l'encyclopédie de l'université de l'Oklahoma (2007) référencent cette race sous le nom de « Llanero » (sans tilde), tandis que CAB International, le guide Delachaux et les chercheurs des équipes de E. G. Cothran et de J. L Canelón le font sous celui de « Criollo vénézuélien » (en français : Créole vénézuélien ; en anglais : Venezuelan Criollo horse). Le guide Delachaux précise l'existence du nom « Llañero » (avec tilde).

### Formation

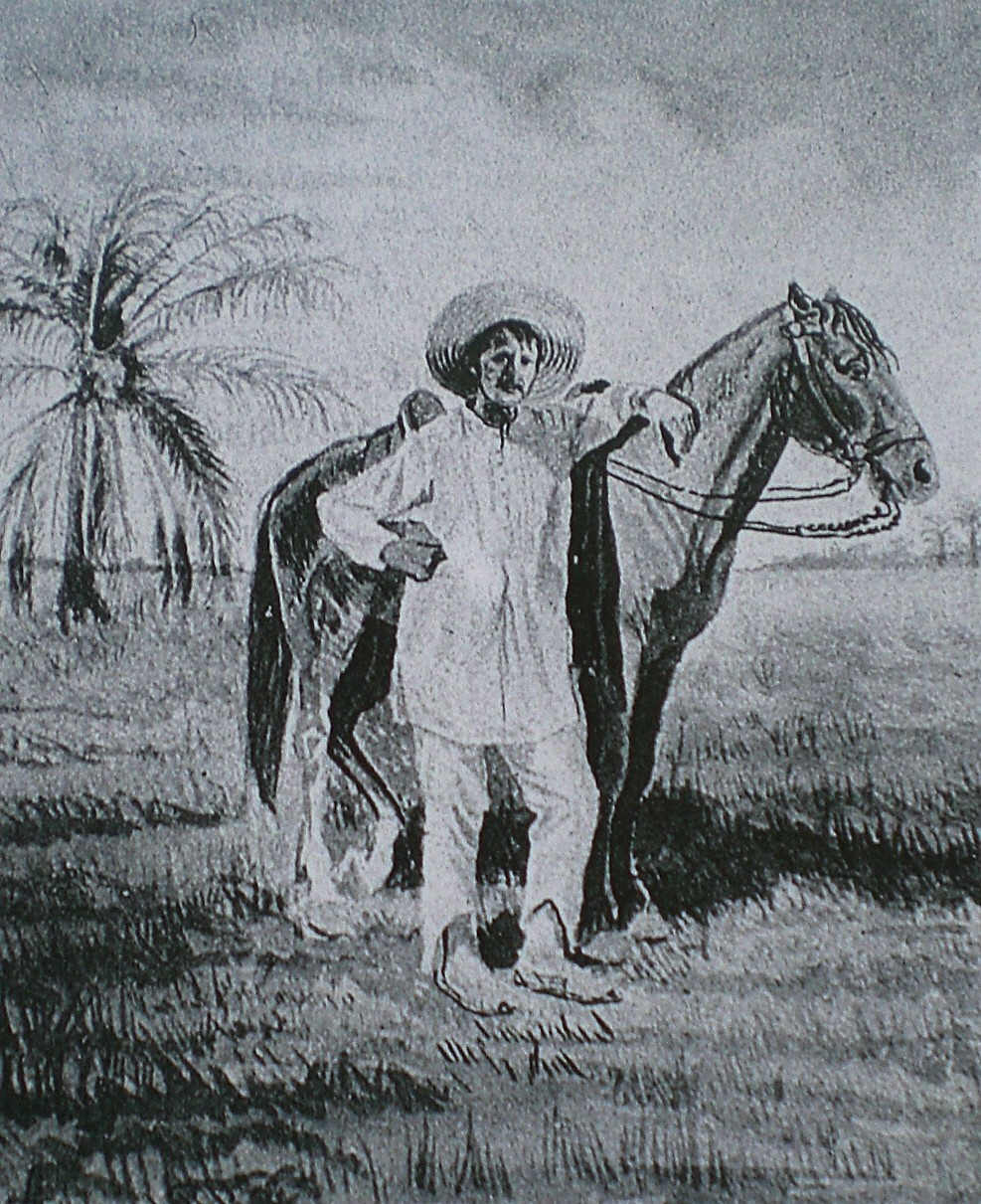
Llanero vénézuélien et sa monture au XIX

Les chevaux étant éteints en Amérique du Sud environ 10 000 ans avant notre ère, l'espèce n'y reparaît qu'avec l'arrivée des équipages du second voyage de Christophe Colomb en 1493. La race vénézuélienne descend du cheval colonial espagnol, introduit par les colons et les conquistadores à partir du XVIe siècle,, soit la même origine que le Trote y galope voisin. En 1526, le peuplement de Coro introduit l'élevage de chevaux sur place. En 1528, les gouverneurs Welser sont chargés par le roi d'Espagne Charles Quint d'importer des chevaux depuis Hispaniola, San Juan et Santiago de Cuba, vers le Venezuela. Il semble que des chevaux abandonnés par Don Pedro de Mendoza en 1535 près de Buenos Aires aient également joué un rôle particulier dans la fondation de la race. La majorité de ces chevaux fondateurs proviennent des Antilles, mais une part non négligeable d'entre eux, acquise par les Welser ou par des colons, proviendrait directement d'Espagne. Ambrosio de Alfinger amène au Venezuela plus de 80 chevaux embarqués à Sanlúcar de Barrameda. De même, en 1545, Cristóbal Rodríguez, colon des Llanos, amène dix juments et deux poulains de race andalouse directement depuis Jerez de la Frontera.
La race du Criollo vénézuélien se forme plus spécifiquement dans les plaines des Llanos, dans le Nord-Ouest du Venezuela. Le climat particulièrement rude, avec des hivers très secs, a entraîné une diminution du format du cheptel ibérique d'origine.

### Depuis leXXesiècle
Le Criollo vénézuelien est décrit et caractérisé par Ángel Cabrera dans son ouvrage paru à Buenos Aires (1945), puis par R. De Armas dans sa thèse de médecine vétérinaire publiée en 1946, laquelle constitue le descriptif le plus complet publié au sujet de cette race. La structuration de l'élevage du Criollo vénézuélien est plus récente, et découle du constat fait par les cavaliers llaneros locaux d'une meilleure adaptation de leurs chevaux traditionnels au climat de leur région, par comparaison au Quarter Horse américain. Un groupe de chercheurs de l'université Centroccidental Lisandro Alvarado, à Barquisimeto, a conduit plusieurs études sur ces chevaux. En 2011, année où paraît une étude de caractérisation génétique sur 214 sujets de la race par comparaison aux autres races de chevaux d'Amérique du Sud, il n'existait toujours pas de stud book (ou registre généalogique).

## Description

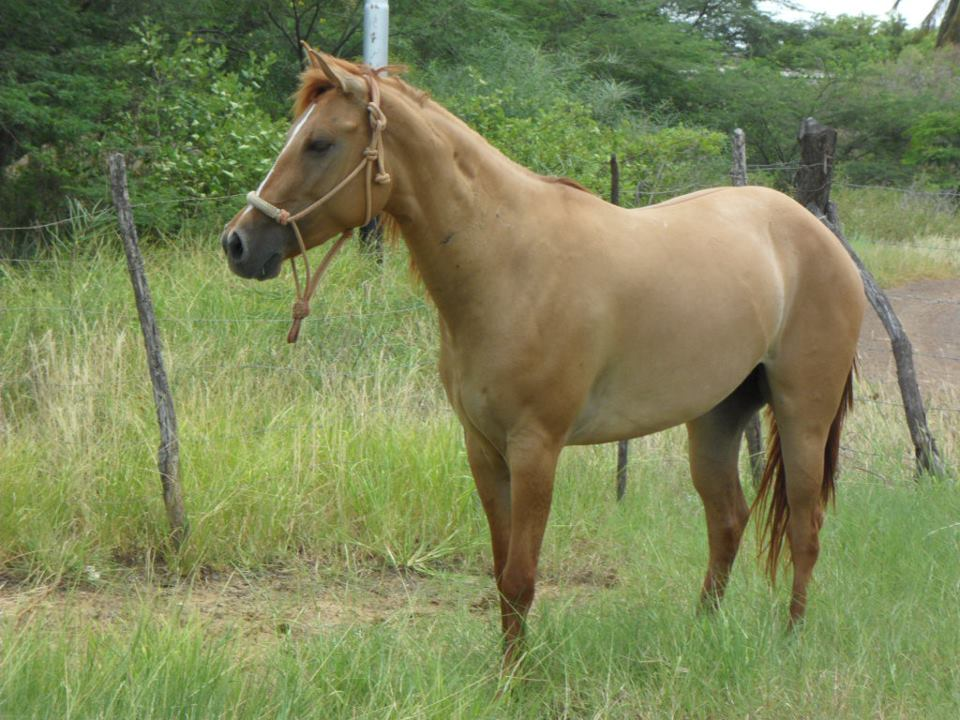
Criollo vénézuélien alezan dun dans l'État d'Apure.

DAD-IS le référence comme poney, mais il s'agit plutôt d'un petit cheval, typique des Criollos sud-américains. L'ouvrage de Hendricks (Université d'Oklahoma, 2007) et le guide Delachaux (2014, qui reprend probablement les données de ce dernier) citent une taille moyenne de 1,42 m. La race est proche du Criollo argentin, mais plus légère de modèle,, résultat de l'influence du climat de sa région originelle. Le Criollo vénézuélien est également proche du Criollo colombien. Il existe peu de différences phénotypiques entre les chevaux des États d'Apure, Aragua et Mérida. Cependant, les chevaux d'Apure sont plus petits et légers que ceux décrits dans les études de caractérisation de 1945 et 1946 : la taille moyenne n'est que de 1,345 m. Le modèle est eumétrique et mésomorphe, le poids moyen va de 318,27 kg, avec un maximum de 400 kg pour les chevaux d'Apure, à une fourchette de 350-450 kg selon les données d'Aparicio. Le modèle s'inscrit dans un carré. Le périmètre thoracique des chevaux d'Apure s'établit à 1,567 m en moyenne, De Armas ayant mesuré 1,72 m. Le tour de canon moyen est de 18,1 cm.
La tête présente un profil rectiligne (dans 91,4 % des cas selon l'étude de caractérisation de Canelón), parfois légèrement convexe, une forme générale triangulaire, avec une base large. Les joues sont proéminentes, les yeux triangulaires et expressifs. Les oreilles, de taille moyenne, pointent vers le haut. L'encolure est d'une longueur moyenne, plutôt épaisse, peu définie au niveau de la gorge. Le poitrail est relativement étroit. Le dos est généralement droit et fort, la croupe est plutôt avalée et courte,. Les membres, fins, sont terminés par de petits pieds solides. Crinière, toupet et queue sont épais et abondants,, mais les fanons sont plutôt rares. Une étude sur les aplombs a été publiée en 2011 : elle montre que le défaut d'aplomb le plus couramment rencontré, les cerrado de corvejones (jarrets clos), coïncide avec ceux trouvés par d'autres auteurs chez les races Chilote et Pottok.

### Robe

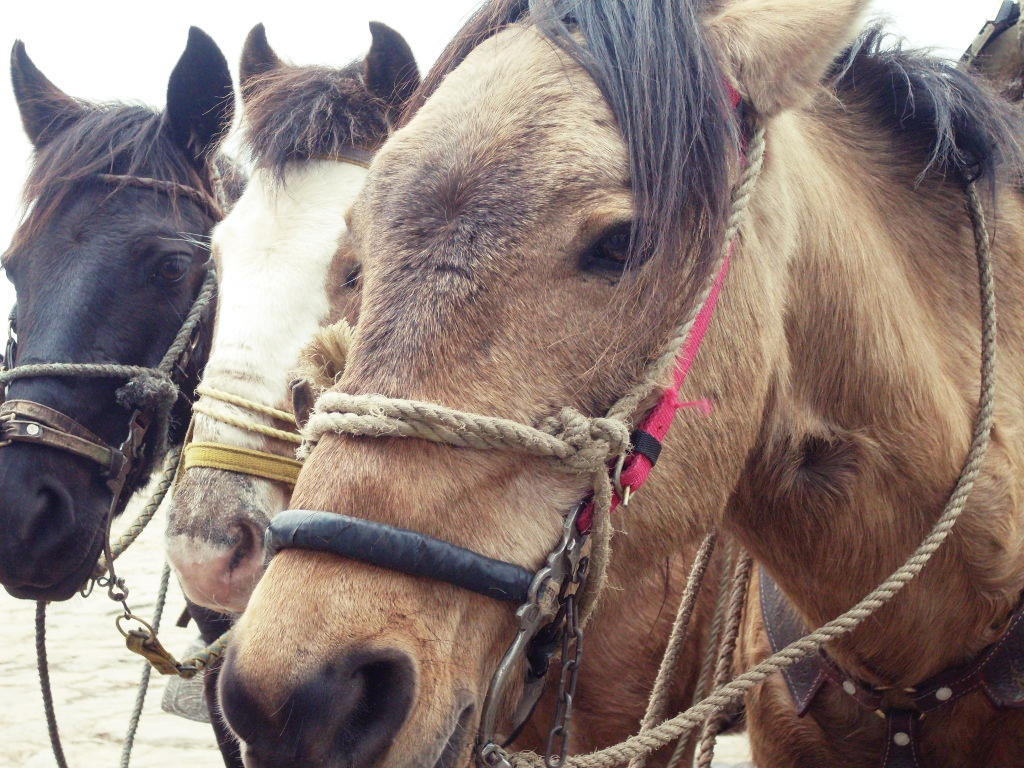
Chevaux Criollo vénézuéliens de différentes robes à Mucubají, État de Mérida.

La robe est généralement caractérisée par l’expression du gène Dun (ce qui inclut les robes bai dun et souris), avec des crins de couleur noire et une raie de mulet, mais une grande variété d'autres robes sont possibles, notamment l'alezan, le bai sous toutes les nuances, le noir, le gris, le rouan, l'aubère, le palomino et le pie.

### Tempérament, entretien et sélection
Le Criollo vénézuélien est réputé très sobre, ne nécessitant que peu d'apports alimentaires. Il dispose d'une excellente adaptation aux conditions climatiques de sa région. De caractère réputé calme, il se montre réactif s'il est sollicité,. De par sa sélection pour le travail avec le bétail, il a hérité d'une grande endurance. Les altérations hématologiques sont considérées comme l'un des principaux facteurs défavorables à l'élevage de chevaux dans la plaine vénézuélienne. Une étude de parasitologie menée dans deux ranches vénézuéliens montre que les infestations par Trypanosoma evansi (7,3 %), Babesia equi (1,4 %) et Anaplasma phagocytophilum (32,9 %) sont possibles, et qu'elles sont responsables de pertes importantes chez les chevaux d'élevage.

### Génétique
Le Criollo vénézuélien dispose d'une excellente diversité génétique. Toutes les races de chevaux d'Amérique du Sud semblent appartenir au même cluster de gènes, noté « h », ce qui est notamment le cas chez cette race, ce cluster étant également commun aux chevaux ibériques et au Sorraia. Plusieurs allèles particulièrement rares, bien que peu fréquents, ont été détectés chez les 214 chevaux Criollo vénézuéliens analysés pour les besoins de l'étude d'E. G. Cothran et de son équipe en 2011. Le Criollo vénézuélien est génétiquement très proche du Chilote et du Paso Fino colombien, il est également génétiquement proche du Paso Fino portoricain. La plus grande proximité avec ces trois races comparativement aux autres Criollo sud-américains est cohérente avec l'histoire de la race, les principaux ancêtres du Criollo vénézuélien provenant des Caraïbes.
Le Criollo vénézuélien a fait l'objet d'une étude visant à déterminer la présence de la mutation du gène DMRT3 à l'origine des allures supplémentaire : l'étude de 21 sujets a pas permis de détecter la présence de cette mutation chez 16,7 % des chevaux testés, et l’existence de chevaux avec des allures supplémentaires a été confirmée parmi la race. 

## Utilisations

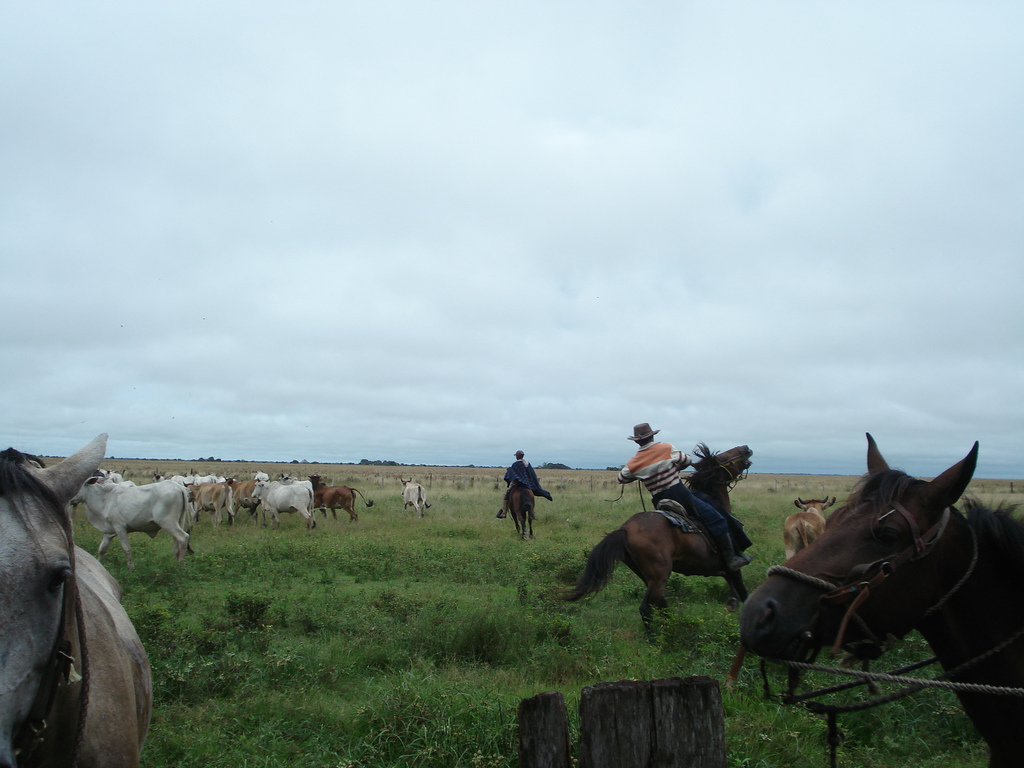
Criollos vénézuéliens montés pour le travail du bétail

Le Criollo vénézuélien est un partenaire essentiel pour le travail de ferme et de ranch. Il existe une différence d'utilisation en fonction du sexe : les chevaux mis au travail sont très généralement les mâles, tandis que les femelles sont mises à la reproduction. Ces chevaux servent essentiellement de monture pour le transport des personnes, mais aussi des biens, dans les zones rurales du Venezuela. Ils sont tout particulièrement employés en équitation de travail avec le bétail. Cette utilisation est majoritaire dans les grandes fermes d'élevage bovin du Venezuela. Ces chevaux aident les Llaneros à stimuler, aller chercher et capturer ces bovins destinés à la production de viande dans le pays.
Ces chevaux peuvent aussi faire de bonnes montures de tourisme équestre. Les croisements avec d'autres races sont rares, car les chevaux résultant de ces croisements ont généralement une adaptabilité réduite aux conditions climatiques des Llanos.

## Diffusion de l'élevage
La race est propre au Venezuela, et se divise en trois sous-populations, dans les États d'Apure, Aragua et Mérida. L'étude menée par l'université d'Uppsala, publiée en août 2010 pour la FAO, signale le Llanero comme race de chevaux locale d'Amérique du Sud dont le niveau de menace est inconnu. L'équipe d'E. G. Cothran et celle de Raymi Castellanos le citent également comme « race locale ». Il n'existe cependant pas de relevé des effectifs, en particulier sur DAD-IS (2018).
D'après le guide Delachaux (2014), une prise de conscience s'effectue quant au grand nombre de croisements effectués chez la race (ce qui est en contradiction avec les informations des études vénézuéliennes). D'après Cothran et al., l'excellente diversité génétique et les effectifs nombreux rendent la menace d'extinction très faible, et devraient permettre d'assurer l'avenir du Criollo vénézuélien, à moins que ne survienne un goulot d'étranglement génétique.